# Justin Verlander
Justin Brooks Verlander (Manakin-Sabot, 20 febbraio 1983) è un giocatore di baseball statunitense che gioca nel ruolo di lanciatore per Houston Astros della Major League Baseball (MLB).

## Carriera

### Detroit Tigers
Verlander fu scelto dai Detroit Tigers durante il draft MLB del 2004 come seconda scelta assoluta. Le prime partite della sua carriera professionista le giocò nelle minor league, prima con i Lakeland Flying Tigers e poi con i Erie SeaWolves. Debuttò nella MLB il 4 luglio del 2005, al Jacobs Field di Cleveland contro i Cleveland Indians, lanciando per 5 inning e concedendo 4 punti agli avversari. Finì l'anno giocando solamente due partite, perdendole entrambe.
Nel 2006, Verlander disputò la sua prima stagione completa diventando il primo lanciatore rookie della storia a raggiungere 10 partite vinte prima della fine di giugno, concludendo l'annata con il premio di rookie dell'anno dell'American League. Con i Tigers quell'anno disputò le World Series 2006, perse 4 partite a 1 contro i St. Louis Cardinals.

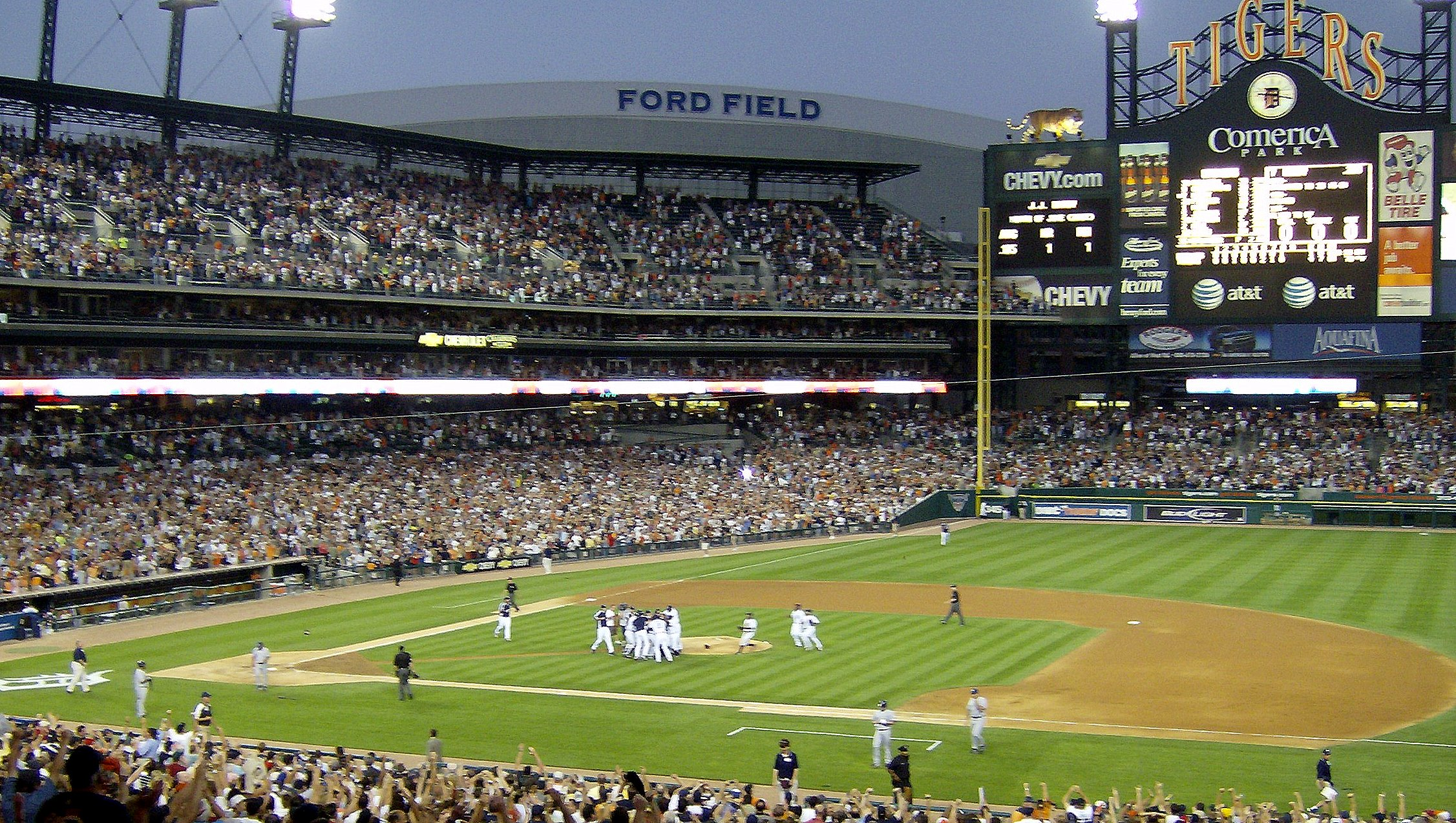
La festa dei compagni di Verlander alla fine della partita per il suo primo no-hitter

Il 12 giugno 2007, Verlander lanciò il primo no-hitter della carriera e della storia del Comerica Park contro i Milwaukee Brewers eliminando 12 battitori tramite strikeout. In quella stagione fu convocato per il suo primo All-Star Game.
Alla fine della stagione 2009, Verlander rinnovò il contratto con i Detroit Tigers per ulteriori 5 stagioni e un valore di 80 milioni di dollari complessivi.
Il 22 aprile 2011, durante una partita contro i Chicago White Sox, Verlander lanciò lo stikeout numero 1000 della sua carriera, diventando il quindicesimo lanciatore nella storia dei Tigers a raggiungere questo traguardo. Il 7 maggio 2011 lanciò il secondo no-hitter della carriera contro i Toronto Blue Jays. A fine stagione, Verlander vinse la Tripla corona dell'American League, guidando la lega in vittorie (24), strikeout (250, sesto massimo della storia della franchigia) e media PGL (2.40). Il lanciatore dei Los Angeles Dodgers Clayton Kershaw si era aggiudicato la Tripla corona della National League pochi giorni prima, divenendo così la prima stagione dal 1924 in cui essa fu vinta dai lanciatori di entrambe le leghe. Verlander guidò inoltre la AL in inning lanciati (251) e percentuale di vittorie (82,8),, guidando la Major League con 0.92 di WHIP. Nel corso della stagione, non lanciò mai meno di sei inning. Sempre nel 2011 ebbe la miglior media di strikeout per 9 inning giocatori della storia del club (8,3).

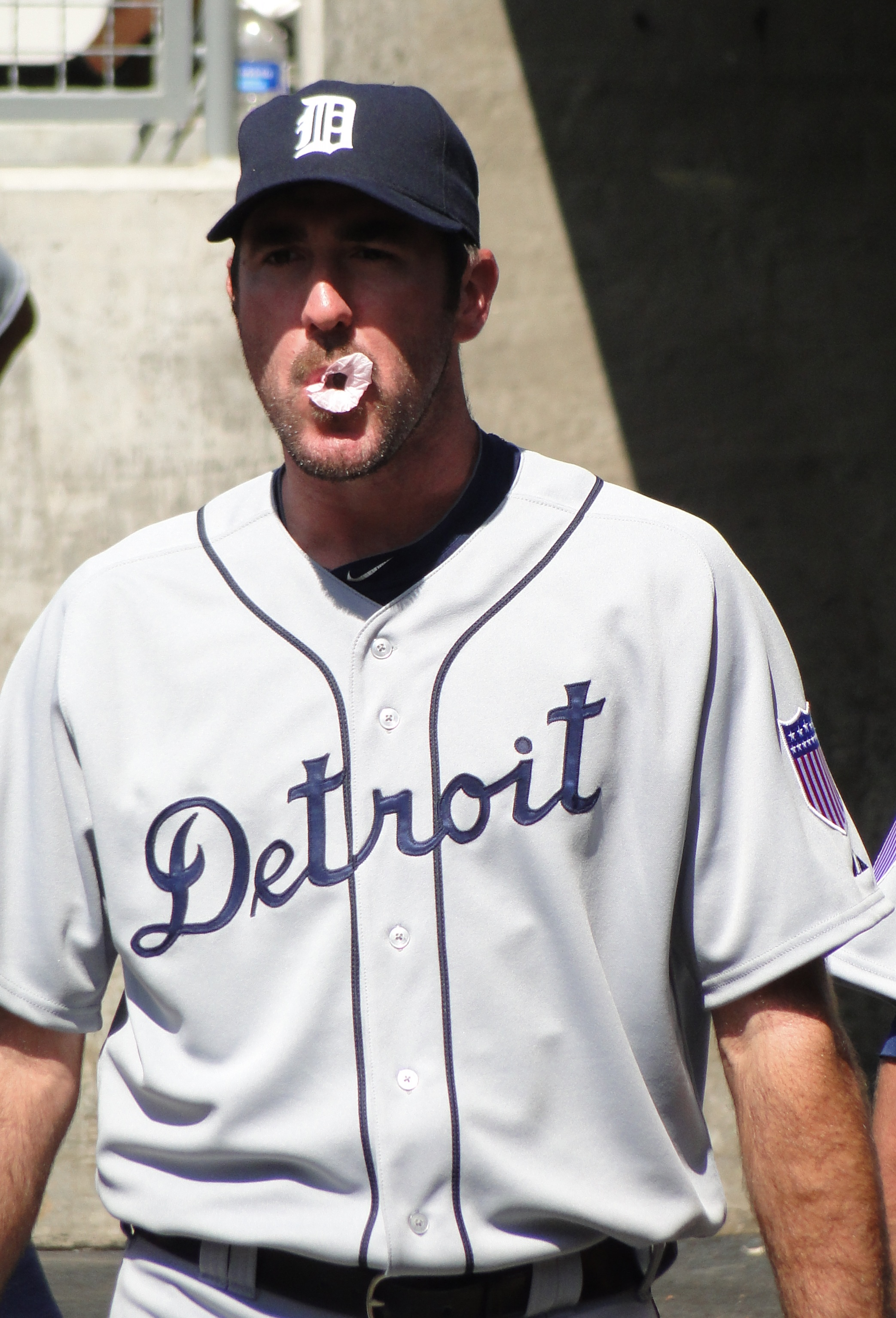
Verlander durante la sua stagione da MVP nel 2011

Verlander concluse la stagione vincendo sia il Cy Young Award che il premio di MVP dell'American League. Fu il primo lanciatore a vincere il premio di miglior giocatore della AL da Dennis Eckersley nel 1992, il primo lanciatore partente da Roger Clemens nel 1986 e il terzo partente della storia dei Tigers dopo Denny McLain (1968) e Hal Newhouser (1944 e 1945). Il Cy Young Award lo vinse con votazione unanime, mentre il titolo di MVP con un margine più ristretto, 280 punti contro i 242 di Jacoby Ellsbury dei Boston Red Sox. Divenne così il secondo lanciatore della storia, dopo Don Newcombe, a vincere il premio di rookie dell'anno, il Cy Young e il titolo di MVP in carriera.
Nel 2012 Verlander si è qualificato nuovamente per le World Series con i Tigers, perse 4-0 contro i San Francisco Giants. A livello statistico fu un altro anno positivo, giungendo secondo nella graduatoria del Cy Young Award vinto da David Price dei Tampa Bay Rays per soli 4 punti. Al termine dell'annata firmò un nuovo rinnovo di contratto per ulteriori 7 anni per un valore di 180 milioni di dollari, diventando l'allora lanciatore più pagato nella storia della Major League.

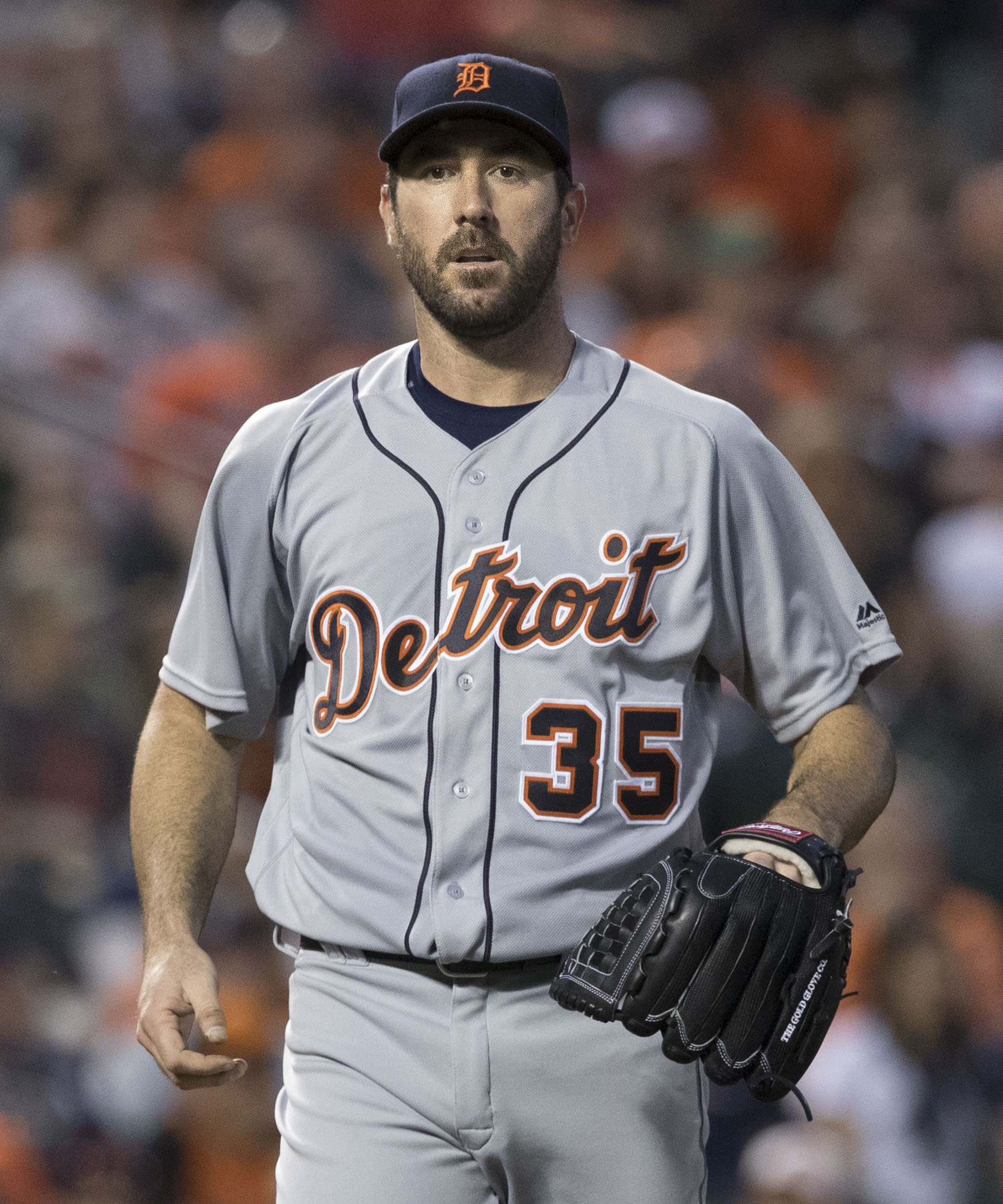
Verlander a Camden Yards a Baltimora nel 2016

Durante la stagione 2014, Verlander mise a referto le sue prime due battute valide.
All'inizio della stagione 2015, Verlander fu inserito per la prima volta nella sua carriera nella lista degli infortunati per via di uno stiramento rimediato al tricipite del braccio destro, venendo costretto a saltare i primi mesi del campionato. Dopo aver giocato qualche partita con la seconda squadra per recuperare pienamente la forma, fece il debutto stagionale il 13 giugno contro i Cleveland Indians. Il 26 agosto giunse ad un passo dal terzo no-hitter della carriera ma un doppio di Chris Iannetta al nono inning spense le sue speranze. Concluse l'anno giocando 20 partite come partente, con 5 vittorie e 8 sconfitte. 
Il 18 maggio 2016 durante una partita contro i Minnesota Twins, Verlander lanciò lo strikeout numero 2.000 della sua carriera eliminando il battitore Eddie Rosario e diventando il secondo lanciatore nella storia dei Detroit Tigers a raggiungere questo traguardo, dietro al solo Mickey Lolich. A fine anno si classificò secondo nel Cy Young Award dietro a Rick Porcello di Boston malgrado Verlander avesse ricevuto il maggior numero di voti per il primo posto, 14 voti contro gli 8 di Porcello, ma quest'ultimo ricevette il maggior numero di voti per il secondo posto aggiudicandosi il premio.

### Houston Astros
Il 31 agosto 2017, Verlander fu scambiato con gli Houston Astros per Franklin Pérez, Jake Rogers e Daz Cameron. Con la nuova squadra vinse tutte le cinque rimanenti gare della stagione regolare che iniziò come partente, in cui tenne una media PGL di 1.06. Nei playoff vinse due partite contro i Boston Red Sox nelle Division Series dopo di che, in gara 2 delle American League Championship Series, disputò una gara completa contro gli Yankees nella vittoria per 2-1 in cui fece registrare 13 strikeout. In gara 6, con gli Astros a rischio eliminazione, lanciò sette inning senza subire punti, guadagnando la vittoria. Houston vinse poi gara 7, qualificandosi per le World Series 2017 e Verlander fu premiato come miglior giocatore delle ALCS in cui ebbe una media PGL di 0.56 e 21 strikeout in 16 inning lanciati.
Verlander ricevette un no-decision in gara 2 delle World Series contro i Los Angeles Dodgers, in quella che fu la terza apparizione in finale, concedendo solamente 2 valide in 6 inning, entrambi però dei fuoricampo. La prima sconfitta come membro degli Astros la subì in gara 6. La squadra riuscì comunque a conquistare gara 7 e Verlander vinse il primo titolo della carriera. Concluse così quei playoff con un record di 4-1 in sei presenze, con una media PGL di 2.21 e 38 strikeout in 36 riprese e 2/3.
Nel 2018 Verlander fu convocato per il primo All-Star Game dal 2013 e si classificò secondo nelle votazioni del Cy Young Award dietro a Blake Snell. Nel corso della stagione tagliò i traguardi delle 200 vittorie e dei 2.500 strikeout in carriera.
Il 1º settembre 2019, in una gara esterna contro i Toronto Blue Jays, Verlander lanciò il terzo no-hitter della carriera. In quella partita concesse una sola base su ball nel primo inning. Solo altri cinque giocatori hanno lanciato almeno tre no-hitter in carriera.
Nel 2020 prese parte a una sola partita il 24 luglio. Il giorno successivo venne inserito nella lista degli infortunati per dolori all'avanbraccio e successivamente il 19 settembre, annunciò di doversi sottoporre alla Tommy John surgery, a cui si sottopose il 30 settembre. Per riabilitarsi dall'operazione, saltò l'intera stagione il resto della stagione 2020 e l'intera stagione 2021.

## Palmarès

### Club
- World Series: 2

Houston Astros: 2017, 2022

### Individuale
- MVP dell'American League: 1

2011
- MVP dell'American League Championship Series: 1

2017
- MLB All-Star: 8

2007, 2009–2013, 2018, 2019
- Cy Young Award: 2

2011, 2019
- Tripla corona: 1

2011
- Rookie dell'anno dell'American League - 2006
- Leader della MLB in vittorie: 3

2009, 2011, 2019
- Leader dell'American League in media PGL: 1

2011
- Leader dell'American League in strikeout: 5

2009, 2011, 2012, 2016, 2018
- No-hitter: 2

2007, 2011
- Giocatore del mese dell'American League: 5

maggio 2009, giugno 2011, settembre 2012, luglio 2016, maggio 2018
- Esordiente del mese dell'American League: 1

maggio 2006
- Giocatore della settimana dell'American League: 9

28 maggio 2006, 17 giugno 2007, 8 maggio 2011, 19 giugno 2011, 18 settembre 2011, 30 settembre 2012, 15 aprile 2018, 16 settembre 2018, 1º settembre 2019

## Vita privata
Verlander ha un fratello minore di nome Ben che appartiene all'organizzazione dei Detroit Tigers e gioca nelle minor league come esterno. I due hanno completato qualche partita di spring training (ritiro precampionato) assieme durante la sua militanza nel club.
Nel 2011 Verlander si è fidanzato con l'attrice e modella Kate Upton e nel 2014 la coppia, insieme ad altre celebrità, ha subito un furto di fotografie private diventato famoso in tutto il mondo. Il 4 novembre 2017, due giorni dopo la vittoria delle World Series con gli Astros, i due si sono sposati in una chiesa medievale in Toscana, nei pressi di Montalcino.